# Broadwater National Park
Broadwater National Park är en park i Australien. Den ligger i delstaten New South Wales, i den sydöstra delen av landet, omkring 570 kilometer norr om delstatshuvudstaden Sydney. Arean är 42 kvadratkilometer.
Trakten är glest befolkad. Närmaste större samhälle är Evans Head, nära Broadwater National Park. 
I omgivningarna runt Broadwater National Park växer i huvudsak städsegrön lövskog. Genomsnittlig årsnederbörd är 1 445 millimeter. Den regnigaste månaden är januari, med i genomsnitt 220 mm nederbörd, och den torraste är oktober, med 28 mm nederbörd.